# Duh Sveti
Duh Sveti je treća božanska osoba u kršćanstvu, a koja zajedno s Ocem i Sinom čini Presveto Trojstvo. Duh Sveti je životvorac i obnovitelj, tješitelj, preporoditelj i posvetitelj, ikonograf Krista u čovjeku. Krist je utjelovljen po Duhu Svetomu, a Crkva je (pr)oduhovljena utjelovljenjem.
Znanost o Duhu Svetome zove se pneumatologija.

## Prikazi
Često se prikazuje u liku bijele golubice, a prepoznatljivi simboli su mu voda i vatra. Duh Sveti prikazao se kad se Isus Krist krstio u rijeci Jordanu. Također, on je u obliku plamenih jezika sišao nad apostole nakon Isusova uskrsnuća te im dao mnoga znanja o jezicima. Duh Sveti je nevidljiv, a čovjek ne može njime upravljati. 

## Darovi Duha Svetoga
Postoji sedam darova Duha Svetoga (mudrost, razum, savjet, jakost, znanje, pobožnost, strah Božji), koji rađaju dvanaest plodova Duha Svetoga (ljubav, radost, mir, strpljivost, velikodušnost, uslužnost, 
dobrota, krotkost, vjernost, blagost, suzdržljivost i čistoća).

## Molitve
- Himan Duhu Svetomu
- Molitva Duhu Svetomu
- Krunica Duhu Svetomu
- Posveta Duhu Svetom

O, Duše Sveti, božanski Duše svjetlosti i ljubavi, posvećujem Ti moj razum, moje srce i volju, cijelo moje biće sada i uvijeke. Neka moj razum bude podložan Tvom božanskom nadahnuću i učenju Katoličke Crkve čiji si ti nepogrješiv Vodič. Neka moje srce uvijek gori od ljubavi prema Bogu i mom bližnjemu. Neka moja volja uvijek bude sukladna božanskoj volji i neka cijeli moj život bude vjerno nasljedovanje života i kreposti našega Gospodina i Spasitelja Isusa Krista kojemu s Ocem i s Tobom neka bude čast i slava zauvijek. Amen
Krunica Duhu Svetom
(moli se na običnu krunicu)
1. Sjedinjujem se s Marijom i po Mariji prinosim ovu krunicu Duhu Svetom u ime svih i za sve duše.
2. Majko velike pobjede, Marijo, izvojuj siromasima pobjedu i daruj čovječanstvu mir.
3. Držeći križ moli se: Vjerovanje
4. Prvo zrno koje slijedi poslije križa: Oče naš
Na tri se mala zrna moli:
1. Koji neka nam po Duhu Svetom umnoži vjeru i pouzdanje
2. Koji neka nam po Duhu Svetom učvrsti ufanje
3. Koji neka nam po Duhu Svetom usavrši i užeže ljubav
5. Na petom zrnu krunice moli se Slava Ocu. Uvijek iza Slava Ocu može se dodati zaziv : Majko velike pobjede, Marijo, izvojuj siromasima pobjedu i daruj čovječanstvu mir !
Poslije riječi Isus dodaju se otajstva krunice :
1. Koji neka osposobi naše srce da primimo puninu milosti Duha Svetoga 
2. Koji neka nam izmoli Duha Svetoga i umnoži i ojača u nama tri bogoslovne kreposti ! 
3. Koji neka nas po Duhu Svetom jača, prosvjetljuje, upravlja, vlada nad nama, vodi nas i posvećuje ! 
4. Koji neka užeže naše srce ljubavlju Duha Svetoga i napuni dubokom poniznošću, odanošću, predanjem, jakošću i svetošću ! 
5.Koji neka nam izmoli sedam darova i dvanaest plodova Duha Svetoga i neka nam udijeli sva dobra i odvrati od nas svako zlo ! 
Na riječ  izmoli  u 2. i 5. Otajstvu valja se sjetiti gospodinovih riječi:
Gospodin Isus je rekao  I ja ću moliti Oca, i on će vam dati drugog Branitelja da bude s vama zauvijek: Duha Istine  (Iv, 14, 16-17)
Ta se otajstva (2. i 5.) pozivaju na tu Gospodinovu riječ, da će On moliti Oca za Duha Svetog.

## Simboli Duha Svetoga
Duh Sveti često je prikazan u obliku simbola, doktrinarno i biblijski. Teološki gledano ovi simboli ključ su za razumijevanje Duha Svetoga i njegovih postupaka, a ne samo umjetnički prikazi.
- Voda – označuje djelovanje Duha Svetoga u krštenju. "Ta u jednom Duhu svi smo u jedno tijelo kršteni" i "svi smo napojeni jednim Duhom" (1 Kor 12, 13).

- Pomazanje uljem – simbol je Duha Svetoga. Dolazak Duha naziva se "pomazanjem" (2 Kor 1, 21). Prilikom sakramenta svete potvrde, osoba prima Duha Svetoga u trenutku kada mu biskup kaže: "Primi pečat dara Duha Svetoga", a čelo mu pomazuje posvećenim uljem.

- Vatra – simbolizira djelovanje Duha Svetoga. Na dan Pedesetnice, nad glavama Isusovih učenika bili su plameni jezici. Svi su se napunili Duha Svetoga i počeše govoriti drugim jezicima, kako im je Duh davao govoriti, kako bi ih razumjeli ljudi iz raznih naroda, koji su se tada našli u Jeruzalemu (Dj 2, 4-5).

- Oblak i svjetlo – Duh silazi na Djevicu Mariju i "zasjenjuje" je, tako da bi mogla začeti i roditi Isusa. Prilikom preobraženja na gori Tabor, Duh u "oblaku dođe i zasjeni" Isusa i one koji su bili s njim. Bog je progovorio apostolima iz oblaka: "Ovo je Sin moj, Ljubljeni! U njemu mi sva milina! Slušajte ga! (Mt 17,5)".

- Golubica – Ivan Krstitelj krstio je Isusa vodom u rijeci Jordan. Kada je Krist izlazio iz vode, Duh Sveti u obliku golubice, silazi na njega i ostaje s njim (Mt 3, 16).

- Vjetar – Duh Sveti uspoređen je s "vjetrom koji puše, gdje hoće" (Iv 3, 8).

## Vanjske poveznice
| Portal:Kršćanstvo | Portal: Kršćanstvo |

- Molitveni zaziv Duhu Svetom

|  | Zajednički poslužitelj ima još gradiva o temi Duh Sveti    |
|  | Wikizvor ima izvorni tekst Sveti Duh kojeg će poslati Otac |